# Nap-Nap Fesztivál
A Nap-Nap Fesztivál vagy NapNap Fesztivál a budapesti Pál-völgyi-barlangrendszer katlanjában rendezett nyitott összművészeti és zenei fesztivál volt 1990-ben, 1991-ben és 1992-ben. Nevét arról kapta, hogy az év leghosszabb napján, június 21-én és további két napon rendezték meg. A Nap-Nap Fesztivál Tódor (Kelényi Krisztián Tódor) ötlete alapján Tódor, Kistamás László, Csernátony Dóra és barátaik szervezésében jött létre, nonprofit, és no-budget alapon. Belépőjegyet nem szedtek.
A Nap-Nap Fesztivál nagy sikert aratott, több ezer ember vett rajta részt. Több színpadon és fesztiválhelyszínen zajlottak az események, családias hangulatban. Sajnálatos módon páran felmásztak a katlant övező sziklákra – bár ezek nem tartoztak a fesztivál területéhez –, és lezuhantak. Végeredményben e tragédiák voltak látszólag a Nap-Nap Fesztivál történetét megpecsételő stigmák, ám ez csak a látszat, a Nap-Nap Fesztivál azért nem volt fejlődőképes, mert nem szedtek belépőjegyet, és nem is akartak szedni, csak szponzorokra számítottak. A városvezetés később a Sziget fesztivált (Diáksziget) ugyanígy támadta a vízbe fulladt emberek miatt.
Fellépők
Kontroll Csoport, I Love You, ef Zámbó Happy Dead Band, Balaton, Sex-E-Pil, 2. Műsor, Embersport (Zsiráffal), Soma Show – Tohuva Bohu, Sziámi, Kampec Dolores, Ági és a Fiúk, Iván Lendül, Lacht el Bahhtar, Vágtázó Halottkémek, Lois Viktor.

## Külső hivatkozások
- I Love You zenekar
- Kontroll Csoport
- ArtPool archivum
- Kontroll Csoport a Nap-nap Fesztiválon (dokumentum videó)